# The Psychedelic Sounds of the 13th Floor Elevators
The Psychedelic Sounds of the 13th Floor Elevators ist das Debütalbum der US-amerikanischen Rockband The 13th Floor Elevators aus dem Jahr 1966. Das Album vereint Elemente aus Folk, Blues und Garage Rock und gehört zu den ersten Alben des Psychedelic Rocks.
Das Album erschien 1966 auf dem Independent-Label International Artists und 2005 in rundumerneuerter Version auf Charly Records (mit Bonus-Tracks aus Roky Ericksons vorangegangener Zeit mit The Spades). 2009 erschien das ursprünglich in Mono produzierte Album in Stereo auf der CD-Box Sign of the 3-Eyed Men. Beinhaltet sind darauf eine neue Stereoversion, die selbst die Fehlstarts mancher Stücke noch umfasst sowie bis zu dem Zeitpunkt unveröffentlichtes Material.
Als Produzenten zeichneten Lelan Rogers und Gordon Bynum verantwortlich.

## Besonderheiten des Albums
Das Album gilt als eines der kraftvollsten Debütalben der Rockgeschichte. In unerwartet fruchtbarer Weise gehen Sound und Gesang eine wegweisende Synergie ein. So klingen die choralen Passagen von Reverberation (Doubt) wie das Echo aus einer dunklen Höhle. Soweit das Album nicht ein Massenpublikum anzusprechen vermochte, wurde es von Künstlerkollegen hingegen sehr geschätzt. So leitet sich der Titel Monkey Man der Rolling Stones von Monkey Island ab und das Hauptthema von Pink Floyds Album More ist aus Roller Coaster entlehnt.
Besondere Beachtung verdient die in der Rockmusik völlig ungewöhnliche Verwendung des (elektrischen) Jugs. Das Instrument ersetzte den E-Bass und prägte den Stil der Band. Insbesondere akzentuiert wird das Jug, gespielt von Texter Tommy Hall, in den Stücken You’re Gonna Miss Me, Tried to Hide und Reverberation. You’re Gonna Miss Me erreichte Platz 55 der Billboard-Charts, Reverberation, Platz 129.
Erstmals fand mit dem Albumtitel der Begriff der Psychedelia Einzug in die Rockmusik. Er findet sich auf der Rückseite des im August 1966 produzierten Werks. Zwei weitere Bands zogen im November 1966 auf ihren Alben nach: The Blues Magoos mit Psychedelic Lollipop und The Deep mit Psychedelic Moods.
Das Album wurde mehrfach wiederveröffentlicht. Nachdem es 1978 von International Artists und Radar Records neu aufgelegt wurde, folgte eine Veröffentlichung durch Decal in Europa 1988 und in den folgenden Jahren über Labels wie Get Back, Charly Records oder Sundazed Music.

## Rezeption
Pitchfork Media wählte The Psychedelic Sounds of the 13th Floor Elevators auf Platz 88 der 200 besten Alben der 1960er Jahre. Das Album gehört zu den 1001 Albums You Must Hear Before You Die.

## Originale Titelliste der Band
1. You Don’t Know (How Young You Are) (Powell St. John)
2. Through the Rhythm (T. Hall, S. Sutherland)
3. Monkey Island (Powell St. John)
4. Roller Coaster (T. Hall, R. Erickson)
5. Fire Engine (T. Hall, S. Sutherland, R. Erickson)
6. Reverberation (Doubt) (T. Hall, S. Sutherland. R. Erickson)
7. Tried to Hide (T. Hall, S. Sutherland)
8. You’re Gonna Miss Me (R. Erickson)
9. I’ve Seen Your Face Before (Splash 1) (C. Hall, R. Erickson)
10. Don’t Fall Down (T. Hall, R. Erickson)
11. The Kingdom of Heaven (Is Within You) (Powell St. John)

## Titelliste (US-Veröffentlichung)
Seite 1
1. You’re Gonna Miss Me (R. Erickson) – 2:24
2. Roller Coaster (T. Hall, R. Erickson) – 5:00
3. Splash 1 (Now I'm Home) (T. Hall, R. Erickson) – 3:50
4. Reverberation (T. Hall, S. Sutherland. R. Erickson) – 2:46
5. Don’t Fall Down (T. Hall, R. Erickson) – 3:00
Seite 2
6. Fire Engine (T. Hall, S. Sutherland, R. Erickson) – 3:22
7. Thru The Rhythm (T. Hall, S. Sutherland) – 3:05
8. You Don’t Know (Powell St. John) – 2:38
9. Kingdom of Heaven (Powell St. John) – 3:05
10. Monkey Island (Powell St. John) – 2:38
11. Tried to Hide (T. Hall, S. Sutherland) – 2:43